# Stenocercus chlorostictus
Stenocercus chlorostictus — вид ігуаноподібних ящірок родини Tropiduridae. Ендемік Перу.

## Поширення і екологія
Stenocercus chlorostictus мешкають в Перуанських Андах на півночі країни, між 4° і 8° південної широти, у верхній долині річки Занья в регіоні Кахамарка та в околиціях Канчаке в регіоні П'юра. Вони живуть у вологих гірських тропічних лісах та на кавових плантаціях, трапляються на полях. Зустрічаються на висоті від 1350 до 1740 м над рівнем моря.